# Tigrisoma
Genre
Tigrisoma est un genre de petits hérons, comprenant 3 espèces dans le nom normalisé (CINFO) est Onoré.

## Liste des espèces
D'après la classification de référence (version 14.1, 2024) de l'Union internationale des ornithologues, il y a 2 espèces du genre Tigrisoma (ordre philogénique) :
- Tigrisoma lineatum (Boddaert, 1783) – Onoré rayé ;
- Tigrisoma mexicanum Swainson, 1834 – Onoré du Mexique ;
- Tigrisoma fasciatum (Such, 1825) – Onoré fascié.